# Arboreto de la Universidad del Centro de la Florida
El Arboreto de la Universidad del Centro de la Florida (en inglés: Arboretum of the University of Central Florida) es un jardín botánico y arboreto de 80 acres (32 km²) de extensión, que se ubica en Orlando, Florida, Estados Unidos. 
Está administrado por la Universidad del Centro de la Florida (UCF). 
El código de identificación del Arboretum of the University of Central Florida como miembro del "Botanic Gardens Conservation International" (BGCI), así como las siglas de su herbario es ORLAA.

## Localización
El jardín botánico se ubica en
Arboretum of the University of Central Florida, University of Central Florida, 4000 Central Florida Blvd. Orlando, Orange county FL 32816 Florida, United States of America-Estados Unidos de América.
Planos y vistas satelitales.28°36′13.72″N 81°11′34.8″O / 28.6038111, -81.193000
Se encuentran abiertos al público durante la semana, coincidiendo con el horario de trabajo y unas pocas horas durante los fines de semana.
Debido a los huracanes del 2005, el arboreto está recibiendo una importante reestructuración en la que las nuevas colecciones se disponen agrupadas por áreas geográficas. En el nuevo diseño también se están incorporando nuevas tablas de mesa para comidas campestres, senderos, y un campo de golf de disco.

## Historia
Establecido por presidente Trevor Colbourn en 1983, el arboreto comenzó con aproximadamente 12 acres (49,000 m²) con una comunidad deteriorada de pino de los pantanos en la zona este de la parte construida del campus, al este del actual edificio de  biología. 
En 1988, bajo la dirección de presidente Altman, la universidad amplió el arboreto para incluir un bosquete de 5 acres (20,000 m²) de cipreses, unos 3 acres (12,000 m²) de encinos del sur, y unos 15 acres (61,000 m²) de pinos de la arena y Florida scrub, conectado con la comunidad original del arboreto por ejemplares de Sabal palmetto y el pino de hojas largas cada vez más raro en el ecosistema del flatwoods de la Florida. 
Durante este tiempo el director del arboreto era el Dr. Henry O. Whittier. Que seguiría siendo director del arboreto hasta su retiro en el 2003, cuando al Dr. Martin Quigley substituyó al Dr. Whittier como director. 
En el 2004, el huracán Charley diezma los pinos de pantano en la comunidad  original de 12 acres (49,000 m²) y destruye la mayor parte del dosel  forestal. Esta área está siendo restaurada actualmente a su estado original por la UCF "Environmental Initiative & Arboretum". 
La iniciativa ambiental del UCF fue fundada en el 2008, para administrar las tierras en estado natural que posee la Universidad de Florida Central, incluyendo el arboreto de la UCF. Con técnicas de gerencia, tales como las quemas programadas, la iniciativa ambiental está reintroduciendo un periodo natural de fuego a las comunidades en el campus de los ecosistemas del pinar Flatwoods y del Matorral. 
La quemas programadas están realizadas por el equipo de quemas bajo la supervisión del jefe de quemas de la UCF, Alaina Bernard, quién es también director auxiliar del "Environmental Initiative". 

## Áreas Naturales
En la zona este del campus, al este de "Gemini blvd" y del sur de "Orion blvd", se encuentra una bóveda de Cipreses (Taxodium distichum) de 5 acres (20.000 m²), un bosquete de robles de cerca de 3 acres (12.000 m²), unos 15 acres (61.000 m²) de pino de la arena (Pinus clausa) y arbustos de romero salvaje (Conradina canescens ), y 32 acres (130.000 m²) de "pine flatwoods" (Pinus palustris, y Pinus elliottii).
Los hábitat de arbustos de romero salvaje y el ecosistema de "pine flatwoods" son apropiados para la construcción, pero la gran mayoría de especies endémicas únicas de Florida se encuentran en estos hábitat. La presencia de estos hábitat dentro del arboreto proporciona una oportunidad muy importante para la introducción y la preservación de la especie amenazada o en peligro.
La zona de los Flatwoods es tan llana que después de fuertes lluvias se puede tardar de uno o dos días para eliminar el agua caída (tan completamente llana que la tierra se inclina a un índice de no más de 2 a 3 pulgadas por milla). La vegetación puede parecer aburrida desde  la carretera, pero eso se debe a la repetición de los pinos de hojas largas extensamente espaciados y de la aparente continuidad de los  saw palmetto, los ocasionales robles arbustivos, lyonias, y acebos. 
A pie, caminando por estrechos senderos a través de este hábitat en los diferentes meses del año, con una mirada más atenta se ve una gran variedad de plantas más estacionales que incluyen las orquídeas silvestres, plantas insectívoras, Utricularias, Lobelias, Menthas, arándanos, y otras.
Para mantener esta biodiversidad, los ecosistemas de flatwoods y de arbustos requieren de la ayuda del fuego para limpiar los restos muertos y el material vegetal seco de la parte de arriba que después de un cierto tiempo puede cubrir totalmente la tierra. Cuando se queman estos materiales vuelven sus nutrientes nuevamente a la tierra como ceniza mientras que la generación siguiente de flores y de hierbas pueden emerger y prosperar. Este es el ciclo continuo de crecimiento, fuego, y regeneración que estos ecosistemas necesitan para estar sanos.